# Liste der Straßen und Plätze in Königslutter am Elm

Königslutter am Elm in HE

Die Stadt Königslutter am Elm befindet sich im Landkreis Helmstedt und gliedert sich in die Stadtteile Beienrode, Boimstorf, Bornum am Elm, Glentorf, Groß Steinum, Klein Steimke, Königslutter (Kernstadt mit Hagenhof und Schoderstedt), Lauingen, Lelm (mit Langeleben), Ochsendorf, Rhode (mit Bisdorf), Rieseberg, Rotenkamp, Rottorf, Scheppau, Schickelsheim, Sunstedt und Uhry.
Die Länge der Straßen bzw. Fläche von Plätzen wurde mittels Google Earth ermittelt. Es sind daher Annäherungswerte, da besonders Straßenverläufe und -namen in unterschiedlichen Kartendiensten abweichend wiedergegeben werden.
Quelle: OpenStreetMap am 2021-11-24
| Straßennamen                        | Stadtteil             | Länge         | Besonderheit | Bild |
| ----------------------------------- | --------------------- | ------------- | --- | ---- |
| Ackerstraße (Lage)                  | Lelm                  | 433 m         | |      |
| Ackerwinkel (Lage)                  | Rotenkamp             | 107 m         | |      |
| Adolf-Lüders-Straße (Lage)          | Kernstadt             | 376 m         | |      |
| Albrechtsburg (Lage)                | Kernstadt             | 135 m         | |      |
| Allewellestwete (Lage)              | Kernstadt             | 268 m         | |      |
| Alte Dorfstraße (Lage)              | Ochsendorf            | 786 m         | St. Stephani |      |
| Alte Krugstraße (Lage)              | Lelm                  | 184 m         | |      |
| Alte Obstwiese (Lage)               | Beienrode             | 212 m         | |      |
| Am Bahnhof Lelm (Lage)              | Lelm                  | 509 m         | Außenbereich an der B1. Ggf identisch mit Am Hagenhof. Nicht in allen Kartendiensten verzeichnet.                                     |      |
| Am Badeholz (Lage)                  | Kernstadt             | 376 m         | Neubaugebiet Nicht in allen Kartendiensten verzeichnet.                                                                               |      |
| Am Beek (Lage)                      | Lauingen              | 150 m         | |      |
| Am Berge (Lage)                     | Ochsendorf            | 304 m         | |      |
| Am Buchberg (Lage)                  | Rottorf               | 400 m         | |      |
| Am Burhagen (Lage)                  | Rieseberg             | 365 m         | Außenbereich |      |
| Am Dickenberg (Lage)                | Rhode                 | 576 m         | Nicht in allen Kartendiensten verzeichnet.                                                                                            |      |
| Am Dönnekenberg (Lage)              | Kernstadt             | 162 m         | |      |
| Am Dorfe (Lage)                     | Bornum am Elm         | 842 m         | Friedhof |      |
| Am Dorfplatz (Lage)                 | Scheppau              | 98 m          | |      |
| Am Driebenberg (Lage)               | Kernstadt             | 699 m         | |      |
| Am Eichberg (Lage)                  | Bornum am Elm         | 210 m         | |      |
| Am Gänsemorgen (Lage)               | Lauingen              | 399 m         | |      |
| Am Gerstenkamp (Lage)               | Rhode                 | 370 m         | |      |
| Am Hagen (Lage)                     | Rhode                 | 233 m         | Feuerwehr |      |
| Am Hagenberg (Lage)                 | Scheppau              | 110 m         | |      |
| Am Hagenhof (Lage)                  | Königslutter-Hagenhof | 1267 m        | Klostergut Hagenhof |      |
| Am Hainholz (Lage)                  | Kernstadt             | 322 m         | Neubaugebiet Nicht in allen Kartendiensten verzeichnet.                                                                               |      |
| Am Herzberg (Lage)                  | Groß Steinum          | 132 m         | |      |
| Am Horstfeld (Lage)                 | Uhry                  | 164 m         | |      |
| Am Hulm (Lage)                      | Sunstedt              | 211 m         | |      |
| Am Kirchberg (Lage)                 | Groß Steinum          | 356 m         | Kirche |      |
| Am Klapperberge (Lage)              | Bornum am Elm         | 203 m         | |      |
| Am Kleiberg (Lage)                  | Kernstadt             | 545 m         | Kleingartenverein |      |
| Am Kreyenberg (Lage)                | Rieseberg             | 173 m         | |      |
| Am Kurgberg (Lage)                  | Uhry                  | 187 m         | |      |
| Am Lauinger Weg (Lage)              | Kernstadt             | 303 m         | |      |
| Am Lehmberg (Lage)                  | Beienrode             | 139 m         | |      |
| Am Lerchenfeld (Lage)               | Kernstadt             | 315 m         | |      |
| Am Lindenberg (Lage)                | Lelm                  | 201 m         | |      |
| Am Lindenplatz (Lage)               | Rottorf               | 144 m         | |      |
| Am Löpken (Lage)                    | Rieseberg             | 278 m         | |      |
| Am Luffe (Lage)                     | Groß Steinum          | 116 m         | |      |
| Am Lutterberg (Lage)                | Kernstadt             | 335 m         | |      |
| Am Lutterspring (Lage)              | Kernstadt             | 147 m         | Außenbereich Lutterquelle |      |
| Am Markt (Lage)                     | Kernstadt             | 128 m         | |      |
| Am Mauernkamp (Lage)                | Kernstadt             | 317 m         | |      |
| Am Mühlengraben (Lage)              | Bornum am Elm         | 415 m         | Alte Mühle, Freiwillige Feuerwehr |      |
| Am Mühlenhop (Lage)                 | Ochsendorf            | 838 m         | Außenbereich Autohof an der A2 |      |
| Am Ostborn (Lage)                   | Lelm                  | 318 m         | Dorfgemeinschaftshaus |      |
| Am Osterbeek (Lage)                 | Lelm                  | 302 m         | |      |
| Am Pastorenkamp (Lage)              | Kernstadt             | 223 m         | |      |
| Am Plan (Lage)                      | Kernstadt             | 140 m         | Denkmalplatz, Gemeindezentrum am Dom                                                                                                  |      |
| Am Renzelberg (Lage)                | Lauingen              | 349 m         | |      |
| Am Rischbleek (Lage)                | Kernstadt             | 862 m         | |      |
| Am Scheunenkamp (Lage)              | Kernstadt             | 366 m         | |      |
| Am Schoderstedter Beek (Lage)       | Kernstadt             | 512 m         | |      |
| Am Sohl (Lage)                      | Rhode                 | 262 m         | |      |
| Am Spitzen Kamp (Lage)              | Kernstadt             | 356 m         | |      |
| Am Sportplatz (Lage)                | Ochsendorf            | 94 m          | Sportplatz, Feuerwehr |      |
| Am Südhang (Lage)                   | Rhode                 | 233 m         | |      |
| Am Teiche (Lage)                    | Schickelsheim         | 53 m          | |      |
| Am Wall (Lage)                      | Sunstedt              | 140 m         | |      |
| Am Weingarten (Lage)                | Kernstadt             | 554 m         | |      |
| Am Wippstein (Lage)                 | Groß Steinum          | 197 m         | Feuerwehr |      |
| Amselstieg (Lage)                   | Kernstadt             | 157 m         | |      |
| Amtsgarten (Lage)                   | Kernstadt             | 326 m         | |      |
| Amtsgasse (Lage)                    | Kernstadt             | 53 m          | Verbindungsweg |      |
| An den Tröggen (Lage)               | Bornum am Elm         | 196 m         | |      |
| An der Domäne (Lage)                | Schickelsheim         | 523 m         | Domäne Schickelsheim, Pflanzenbau-Versuchsstation der Landwirtschaftskammer (LWK) Niedersachsen, Friedhof im Außenbereich             |      |
| An der Heideteichsriede (Lage)      | Kernstadt             | 385 m         | |      |
| An der Kirche (Lage)                | Sunstedt              | 112 m         | Evangelische Kirche Sunstedt |      |
| An der Lehmkuhle (Lage)             | Lelm                  | 362 m         | |      |
| An der Linde (Lage)                 | Bornum am Elm         | 85 m          | Dorflinde, Dorfarchiv, Kindergarten                                                                                                   |      |
| An der Mühle (Lage)                 | Scheppau              | 318 m         | Außenbereich, Friedhof |      |
| An der Schmiede (Lage)              | Rottorf               | 168 m         | |      |
| An der Stadtkirche (Lage)           | Kernstadt             | 143 m         | Stadtkirche |      |
| An der Stadtmauer (Lage)            | Kernstadt             | 440 m         | Zollplatzhalle Sporthalle TSG Königslutter e.V., Kindertagesstätte, St. Mariä Himmelfahrt                                             |      |
| An der Woorth (Lage)                | Lelm                  | 264 m         | |      |
| An der Zuckerfabrik (Lage)          | Kernstadt             | 528 m         | |      |
| Arndtstraße (Lage)                  | Kernstadt             | 476 m         | |      |
| Auestraße (Lage)                    | Uhry                  | 235 m         | |      |
| Auf dem Horstberg (Lage)            | Glentorf              | 982 m         | Außenbereich |      |
| Auf dem Kampe (Lage)                | Groß Steinum          | 463 m         | |      |
| Auf der Bünne (Lage)                | Bornum am Elm         | 139 m         | |      |
| Auf der Heide (Lage)                | Ochsendorf            | 162 m         | Außenbereich, Autohof an der A2 |      |
| Bäckerstraße (Lage)                 | Rotenkamp             | 470 m         | |      |
| Bahnhofsplatz (Lage)                | Kernstadt             | 136 m         | Bahnhof |      |
| Bahnhofstraße (Lage)                | Kernstadt             | 715 m         | |      |
| Bartelsstraße (Lage)                | Boimstorf             | 245 m         | |      |
| Beienroder Hauptstraße (Lage)       | Beienrode             | 852 m         | Feuerwehr, Friedhof |      |
| Bergblick (Lage)                    | Scheppau              | 104 m         | |      |
| Bergmannstraße (Lage)               | Beienrode             | 211 m         | |      |
| Bergstraße (Lage)                   | Rhode                 | 515 m         | Friedhof, Ludgeri-Kirche Rhode |      |
| Berliner Straße (Lage)              | Sunstedt              | 577 m         | B1 |      |
| Bisdorf (Lage)                      | Rhode                 | 533 m         | Wüstung, Rittergut Bisdorf |      |
| Boimstorfer Straße (Lage)           | Glentorf              | 623 m         | |      |
| Bornumer Weg (Lage)                 | Kernstadt             | 399 m         | |      |
| Braunschweiger Straße (Lage)        | Kernstadt             | 1024 m        | B1 |      |
| Breite Straße (Lage)                | Kernstadt             | 184 m         | |      |
| Brückentor (Lage)                   | Lauingen              | 414 m         | |      |
| Brunnenstraße (Lage)                | Sunstedt              | 518 m         | |      |
| Brunnenweg (Lage)                   | Groß Steinum          | 68 m          | |      |
| Buchenring (Lage)                   | Kernstadt             | 1425 m        | |      |
| Burgweg (Lage)                      | Groß Steinum          | 110 m         | |      |
| Damm (Lage)                         | Bornum am Elm         | 123 m         | |      |
| Darre (Lage)                        | Sunstedt              | 60 m          | |      |
| Dedekindweg (Lage)                  | Kernstadt             | 204 m         | |      |
| Dorfstraße (Lage)                   | Bornum am Elm         | 526 m         | |      |
| Dormblick (Lage)                    | Sunstedt              | 624 m         | |      |
| Dormblick (Lage)                    | Rottorf               | 179 m         | |      |
| Dormstraße (Lage)                   | Groß Steinum          | 563 m         | Friedhof |      |
| Dormweg (Lage)                      | Beienrode             | 276 m         | |      |
| Dr.-Heinrich-Gremmels-Straße (Lage) | Kernstadt             | 502 m         | Reit- und Fahrverein Königslutter, Bildungszentrum für das Steinmetz- und Bildhauerhandwerk                                           |      |
| Driebe (Lage)                       | Kernstadt             | 365 m         | Grundschule an der Driebe |      |
| Drosselgasse (Lage)                 | Glentorf              | 175 m         | |      |
| Dünnhauptstraße (Lage)              | Lelm                  | 268 m         | |      |
| Eckernkamp (Lage)                   | Rotenkamp             | 174 m         | |      |
| Eichenbergstraße (Lage)             | Lelm                  | 192 m         | |      |
| Eichendorffstraße (Lage)            | Kernstadt             | 384 m         | |      |
| Eierkamp (Lage)                     | Kernstadt             | 78 m          | |      |
| Elmblick (Lage)                     | Rottorf               | 462 m         | |      |
| Elmring (Lage)                      | Bornum am Elm         | 497 m         | |      |
| Elmstraße (Lage)                    | Kernstadt             | 1323 m        | |      |
| Fallersleber Straße (Lage)          | Kernstadt             | 600 m         | |      |
| Finkenbreite (Lage)                 | Kernstadt             | 162 m         | |      |
| Fischersteg (Lage)                  | Kernstadt             | 616 m         | Kindergarten |      |
| Forstgarten (Lage)                  | Kernstadt             | 138 m         | |      |
| Freiherr-Knigge-Straße (Lage)       | Beienrode             | 168 m         | |      |
| Freikamp (Lage)                     | Boimstorf             | 160 m         | |      |
| Friddelbusch (Lage)                 | Kernstadt             | 106 m         | |      |
| Friedhofsstraße (Lage)              | Boimstorf             | 564 m         | Friedhof im Außenbereich, BAB2 |      |
| Friedhofsweg (Lage)                 | Glentorf              | 96 m          | Freiwillige Feuerwehr Glentorf. Nicht in allen Kartendiensten verzeichnet.                                                            |      |
| Friedlandweg (Lage)                 | Kernstadt             | 164 m         | |      |
| Fuchsbergstraße (Lage)              | Groß Steinum          | 480 m         | |      |
| Gänsekamp (Lage)                    | Sunstedt              | 151 m         | |      |
| Gänsemarkt (Lage)                   | Kernstadt             | 67 m          | |      |
| Gänseweide (Lage)                   | Scheppau              | 101 m         | |      |
| Gänsewinkel (Lage)                  | Kernstadt             | 284 m         | |      |
| Gartenstraße (Lage)                 | Rhode                 | 164 m         | |      |
| Gartenweg (Lage)                    | Kernstadt             | 490 m         | |      |
| Gemeindetwete (Lage)                | Sunstedt              | 113 m         | |      |
| Gerhart-Hauptmann-Straße (Lage)     | Kernstadt             | 555 m         | |      |
| Gerichtsweg (Lage)                  | Kernstadt             | 429 m         | Polizeikommissariat Königslutter |      |
| Glentorfer Straße (Lage)            | Klein Steimke         | 319 m         | |      |
| Glentorfer Weg (Lage)               | Kernstadt             | 237 m         | |      |
| Glockenkamp (Lage)                  | Kernstadt             | 108 m         | Glockenteich |      |
| Gommernstraße (Lage)                | Kernstadt             | 173 m         | |      |
| Griepenkerlstraße (Lage)            | Kernstadt             | 244 m         | |      |
| Großer Hilligenhof (Lage)           | Kernstadt             | 134 m         | |      |
| Grünberger Weg (Lage)               | Kernstadt             | 117 m         | |      |
| Gutsgarten (Lage)                   | Bornum am Elm         | 285 m         | |      |
| Gutsstraße (Lage)                   | Glentorf              | 240 m         | Gutshaus Glentorf |      |
| Haidfeld (Lage)                     | Kernstadt             | 287 m         | |      |
| Hainhorststraße (Lage)              | Rhode                 | 245 m         | |      |
| Hassestraße (Lage)                  | Kernstadt             | 292 m         | |      |
| Hauptstraße (Lage)                  | Lelm                  | 567 m         | |      |
| Heiligendorfer Straße (Lage)        | Glentorf              | 397 m         | Viaduct, Schunter Pegel Geltorf, Biogasanlage Glentorf                                                                                |      |
| Helmstedter Straße (Lage)           | Kernstadt             | 979 m         | Friedhof, B1 |      |
| Herbert-Rauhut-Straße (Lage)        | Rottorf               | 239 m         | |      |
| Hermann-Hesse-Straße (Lage)         | Kernstadt             | 375 m         | |      |
| Hilligenberg (Lage)                 | Lauingen              | 417 m         | |      |
| Hinter der Kirche (Lage)            | Lauingen              | 171 m         | |      |
| Hirschberger Weg (Lage)             | Kernstadt             | 165 m         | |      |
| Holtnickel (Lage)                   | Kernstadt             | 217 m         | |      |
| Hucketal (Lage)                     | Kernstadt             | 378 m         | |      |
| Im Conventgarten (Lage)             | Kernstadt             | 54 m          | |      |
| Im Eck (Lage)                       | Rottorf               | 37 m          | |      |
| Im Filze (Lage)                     | Lauingen              | 139 m         | |      |
| Im Grunde (Lage)                    | Kernstadt             | 88 m          | |      |
| Im Hasenwinkel (Lage)               | Ochsendorf            | 235 m         | |      |
| Im Kirchwinkel (Lage)               | Rieseberg             | 397 m         | |      |
| Im Körbchen (Lage)                  | Scheppau              | 223 m         | |      |
| Im Rehwinkel (Lage)                 | Ochsendorf            | 138 m         | |      |
| Im Rodekamp (Lage)                  | Rotenkamp             | 1072 m        | Alter Bahnhof, Ortsfeuerwehr Rotenkamp, St. Georgs-Kirche                                                                             |      |
| Im Siek (Lage)                      | Sunstedt              | 88 m          | |      |
| Im Südfeld (Lage)                   | Glentorf              | 177 m         | Friedhof |      |
| Im Winkel (Lage)                    | Bornum am Elm         | 525 m         | |      |
| Immanuel-Kant-Straße (Lage)         | Kernstadt             | 452 m         | |      |
| In den Gärten (Lage)                | Kernstadt             | 104 m         | |      |
| In den Mühlenmorgen (Lage)          | Bornum am Elm         | 513 m         | |      |
| Iwand-Weg (Lage)                    | Beienrode             | 58 m          | |      |
| Jackenkamp (Lage)                   | Beienrode             | 151 m         | |      |
| Kaiser-Lothar-Straße (Lage)         | Kernstadt             | 184 m         | |      |
| Kampstraße (Lage)                   | Rhode                 | 126 m         | |      |
| Kapellenplatz (Lage)                | Beienrode             | 81 m          | |      |
| Karl-Kreye-Weg (Lage)               | Kernstadt             | 69 m          | |      |
| Katthagen (Lage)                    | Bornum am Elm         | 392 m         | |      |
| Kattreppeln (Lage)                  | Kernstadt             | 320 m         | |      |
| Kesselhaus (Lage)                   | Kernstadt             | 151 m         | |      |
| Kiefelhorn (Lage)                   | Kernstadt             | 179 m         | |      |
| Kirchberg (Lage)                    | Rhode                 | 813 m         | |      |
| Kirchblick (Lage)                   | Glentorf              | 133 m         | Friedenskirche |      |
| Kirchgasse (Lage)                   | Lelm                  | 79 m          | St.-Marien-Kirche |      |
| Kirchplatz (Lage)                   | Boimstorf             | 37 m          | Kirche |      |
| Kirchstraße (Lage)                  | Bornum am Elm         | 220 m         | Bornumer Kirche |      |
| Kirchweg (Lage)                     | Scheppau              | 150 m         | St. Nikolai Kirche |      |
| Kleikamp (Lage)                     | Rieseberg             | 207 m         | |      |
| Kleiner Hilligenhof (Lage)          | Kernstadt             | 122 m         | |      |
| Klemenshang (Lage)                  | Kernstadt             | 263 m         | |      |
| Klinkenberg (Lage)                  | Kernstadt             | 194 m         | |      |
| Klintbreite (Lage)                  | Lauingen              | 246 m         | |      |
| Klintstraße (Lage) und (Lage)       | Lauingen              | 194 m         | |      |
| Klosterstraße (Lage)                | Kernstadt             | 422 m         | |      |
| Kluskamp (Lage)                     | Kernstadt             | 405 m         | |      |
| Kopfweiden (Lage)                   | Rottorf               | 329 m         | |      |
| Kornstraße (Lage)                   | Lauingen              | 1131 m        | Schulbibliothek, Kindergarten, Driebeschule (Außenstelle)                                                                             |      |
| Kreuzbreite (Lage)                  | Lauingen              | 257 m         | |      |
| Kreuzweg (Lage)                     | Lauingen              | 135 m         | |      |
| Krugkamp (Lage)                     | Rottorf               | 166 m         | |      |
| Krukenbergstraße (Lage)             | Kernstadt             | 185 m         | |      |
| Kuhspring (Lage)                    | Kernstadt             | 242 m         | |      |
| Kupfermühlenberg (Lage)             | Kernstadt             | 540 m         | |      |
| Kurze Straße (Lage)                 | Lelm                  | 77 m          | |      |
| Laagstraße (Lage)                   | Lelm                  | 496 m         | |      |
| Landstraße (Lage)                   | Bornum am Elm         | 678 m         | B1 |      |
| Langeleben (Lage)                   | Lelm                  | 434 m         | Anderson Barracks, Burgruine Langeleben, Gedenkstein Britischer Horchposten Langeleben, Friedwald, Elfenpfad, Schierpkebach Quellhaus |      |
| Langeleber Straße (Lage)            | Lelm                  | 524 m         | |      |
| Lehrer Straße (Lage)                | Boimstorf             | 166 m         | |      |
| Lerchenweg (Lage)                   | Glentorf              | 96 m          | |      |
| Lindenstraße (Lage)                 | Kernstadt             | 451 m         | Zollplatz |      |
| Loosberg (Lage)                     | Kernstadt             | 113 m         | |      |
| Lutterstieg (Lage)                  | Lauingen              | 344 m         | |      |
| Lutterstraße (Lage)                 | Kernstadt             | 133 m         | |      |
| Markt (Lage)                        | Kernstadt             | Fläche 203 m² | Nicht in allen Kartendiensten verzeichnet.                                                                                            |      |
| Marktstraße (Lage)                  | Kernstadt             | 137 m         | |      |
| Martenskamp (Lage)                  | Lauingen              | 60 m          | |      |
| Masch (Lage)                        | Beienrode             | 452 m         | Sportheim, Schunteraue, Aussichtsturm an der Uhrau                                                                                    |      |
| Maschstraße (Lage)                  | Boimstorf             | 138 m         | |      |
| Mittelgasse (Lage)                  | Kernstadt             | 99 m          | Stadtwerke Königslutter |      |
| Mittelweg (Lage)                    | Ochsendorf            | 96 m          | Verbindungsweg |      |
| Molkereiweg (Lage)                  | Bornum am Elm         | 415 m         | |      |
| Mühlenring (Lage)                   | Rottorf               | 205 m         | Feuerwehr |      |
| Mühlenstraße (Lage)                 | Kernstadt             | 109 m         | |      |
| Mühlenweg (Lage)                    | Scheppau              | 420 m         | Freiwillige Feuerwehr, Verlauf hauptsächlich im Außenbereich                                                                          |      |
| Müllers Winkel (Lage)               | Bornum am Elm         | 41 m          | |      |
| Neindorfer Straße (Lage)            | Klein Steimke         | 387 m         | Kapelle, Feuerwehr |      |
| Neue Straße (Lage)                  | Kernstadt             | 320 m         | |      |
| Neulandstraße (Lage)                | Ochsendorf            | 490 m         | |      |
| Neumark (Lage)                      | Sunstedt              | 521 m         | Friedhof |      |
| Niedernhof (Lage)                   | Kernstadt             | 61 m          | Burg Königslutter, Stadt Königslutter Bauwesen/Baubetriebshof, B1, Verbindungsweg                                                     |      |
| Nordstraße (Lage)                   | Kernstadt             | 287 m         | |      |
| Obere Wanne (Lage)                  | Kernstadt             | 366 m         | |      |
| Oberes Dorf (Lage)                  | Lauingen              | 353 m         | |      |
| Obergasse (Lage)                    | Lelm                  | 38 m          | |      |
| Ochsendorfer Straße (Lage)          | Klein Steimke         | 372 m         | |      |
| Pappelhofweg (Lage)                 | Rieseberg             | 833 m         | Außenbereich, Puritzmühle, Rieseberger Moor                                                                                           |      |
| Parkstraße (Lage)                   | Kernstadt             | 226 m         | |      |
| Pirolweg (Lage)                     | Kernstadt             | 145 m         | |      |
| Plantagenring (Lage)                | Kernstadt             | 600 m         | |      |
| Poststraße (Lage)                   | Kernstadt             | 131 m         | |      |
| Renne (Lage)                        | Kernstadt             | 256 m         | |      |
| Rhoder Straße (Lage)                | Klein Steimke         | 352 m         | |      |
| Riesebergblick (Lage)               | Rieseberg             | 975 m         | |      |
| Riesenberger Weg (Lage)             | Kernstadt             | 999 m         | Rudolf-Dießel-Schule |      |
| Ringstraße (Lage)                   | Klein Steimke         | 390 m         | |      |
| Rosenhagen (Lage)                   | Bornum am Elm         | 195 m         | |      |
| Rosenring (Lage)                    | Glentorf              | 467 m         | |      |
| Rotdornallee (Lage)                 | Glentorf              | 552 m         | |      |
| Rotenkamper Weg (Lage)              | Kernstadt             | 225 m         | |      |
| Rottensweg (Lage)                   | Bornum am Elm         | 203 m         | |      |
| Rottorfer Straße (Lage)             | Kernstadt             | 656 m         | |      |
| Rübenberg (Lage)                    | Kernstadt             | 198 m         | |      |
| Rübenhof (Lage)                     | Kernstadt             | 147 m         | |      |
| Rübenwaage (Lage)                   | Kernstadt             | 433 m         | |      |
| Sack (Lage)                         | Kernstadt             | 54 m          | |      |
| Samuel-Hahnemann-Straße (Lage)      | Kernstadt             | 802 m         | Senioren Residenz Königslutter, Friedhof                                                                                              |      |
| Sandstraße (Lage)                   | Lauingen              | 392 m         | |      |
| Sandweg (Lage)                      | Glentorf              | 220 m         | Sportplatz im Außenbereich |      |
| Sarlingstraße (Lage)                | Rhode                 | 750 m         | |      |
| Sattlerweg (Lage)                   | Glentorf              | 185 m         | |      |
| Schachtweg (Lage)                   | Beienrode             | 504 m         | |      |
| Schaperdrift (Lage)                 | Boimstorf             | 133 m         | |      |
| Scheppauer Weg (Lage)               | Kernstadt             | 1538 m        | Bahnstrecke Braunschweig—Magdeburg |      |
| Schierenstraße (Lage)               | Lelm                  | 420 m         | |      |
| Schlegersbusch (Lage)               | Kernstadt             | 355 m         | |      |
| Schlesierring (Lage)                | Lelm                  | 453 m         | |      |
| Schmidt-Reindahl-Straße (Lage)      | Kernstadt             | 154 m         | |      |
| Schmiedeberg (Lage)                 | Kernstadt             | 486 m         | |      |
| Schneidegasse (Lage)                | Kernstadt             | 72 m          | Nicht in allen Kartendiensten verzeichnet.                                                                                            |      |
| Schoderstedt (Lage)                 | Schoderstedt          | 253 m         | Wüstung außerhalb der Kernstadt |      |
| Schoderstedter Feld (Lage)          | Kernstadt             | 196 m         | |      |
| Schoderstedter Ring (Lage)          | Kernstadt             | 250 m         | |      |
| Schoderstedter Straße (Lage)        | Kernstadt             | 1259 m        | Wolfsburger Entwässerungsbetriebe Außenstelle Kläranlage Königslutter am Elm                                                          |      |
| Schöppenstedter Straße (Lage)       | Kernstadt             | 1698 m        | |      |
| Schulstraße (Lage)                  | Rieseberg             | 165 m         | Kindergarten |      |
| Schulweg (Lage)                     | Rhode                 | 63 m          | |      |
| Schunternäher (Lage)                | Ochsendorf            | 74 m          | |      |
| Schunterstraße (Lage)               | Groß Steinum          | 395 m         | |      |
| Schwarzer Weg (Lage)                | Beienrode             | 473 m         | |      |
| Sichter (Lage)                      | Bornum am Elm         | 327 m         | |      |
| Siedlergasse (Lage)                 | Rottorf               | 136 m         | |      |
| Siedlung (Lage)                     | Lauingen              | 140 m         | |      |
| Siedlungsweg (Lage)                 | Rotenkamp             | 86 m          | |      |
| Siloblick (Lage)                    | Kernstadt             | 108 m         | |      |
| Sonnenstraße (Lage)                 | Boimstorf             | 142 m         | |      |
| Sonnenweg (Lage)                    | Kernstadt             | 257 m         | |      |
| Steimker Straße (Lage)              | Ochsendorf            | 911 m         | A2 Autobahnauf- und ausfahrt 59 Königslutter                                                                                          |      |
| Steinfeld (Lage)                    | Kernstadt             | 545 m         | |      |
| Steinkuhle (Lage)                   | Rottorf               | 266 m         | |      |
| Steinumer Straße (Lage)             | Beienrode             | 607 m         | |      |
| Steinweg (Lage)                     | Boimstorf             | 274 m         | |      |
| Stendeklee (Lage)                   | Kernstadt             | 131 m         | |      |
| Stiftsstraße (Lage)                 | Kernstadt             | 112 m         | |      |
| Stobenberg (Lage)                   | Kernstadt             | 150 m         | |      |
| Stobenbrink (Lage)                  | Lauingen              | 266 m         | |      |
| Sundernstraße (Lage)                | Boimstorf             | 1011 m        | Ortsfeuerwehr Boimstorf, Dorfteich |      |
| Sunstedter Straße (Lage)            | Rottorf               | 780 m         | Evangelische Kirchengemeinde Rottorf                                                                                                  |      |
| Süpplingenburger Straße (Lage)      | Groß Steinum          | 96 m          | |      |
| Tauntonring (Lage)                  | Kernstadt             | 271 m         | |      |
| Teichstraße (Lage)                  | Rhode                 | 733 m         | |      |
| Thie (Lage)                         | Lauingen              | 232 m         | Evangelisch-Lutherische Kirche Lauingen                                                                                               |      |
| Thiegarten (Lage)                   | Lauingen              | 97 m          | |      |
| Triftgasse (Lage)                   | Groß Steinum          | 228 m         | |      |
| Triftweg (Lage)                     | Uhry                  | 69 m          | |      |
| Uhraustraße (Lage)                  | Uhry                  | 500 m         | Gutshof, K8, FEMO Geopunkt an der Kiesgrube Uhry, Kieswerk                                                                            |      |
| Ulmenweg (Lage)                     | Kernstadt             | 462 m         | |      |
| Untergasse (Lage)                   | Lelm                  | 90 m          | |      |
| Unterm Siek (Lage)                  | Glentorf              | 174 m         | Nicht in allen Kartendiensten verzeichnet                                                                                             |      |
| Von-Bülow-Straße (Lage)             | Beienrode             | 107 m         | |      |
| Vor dem Kaiserdom (Lage)            | Kernstadt             | 1792 m        | Psychiatriezentrum, Kaiserdom |      |
| Vor dem Rundling (Lage)             | Boimstorf             | 225 m         | |      |
| Vor der Uhle (Lage)                 | Groß Steinum          | 38 m          | |      |
| Waldenburger Weg (Lage)             | Kernstadt             | 290 m         | |      |
| Waldstraße (Lage)                   | Lelm                  | 240 m         | |      |
| Wallstraße (Lage)                   | Kernstadt             | 383 m         | Stadtwerke Königslutter |      |
| Wellenbusch (Lage)                  | Kernstadt             | 180 m         | |      |
| Wenderweg (Lage)                    | Rottorf               | 85 m          | |      |
| Werner-Schrader-Straße (Lage)       | Rottorf               | 160 m         | Wüstung Rittergut Rottorf |      |
| Westernstraße (Lage)                | Kernstadt             | 332 m         | |      |
| Wiesengrund (Lage)                  | Glentorf              | 173 m         | |      |
| Wiesenmaschweg (Lage)               | Rieseberg             | 103 m         | Nicht in allen Kartendiensten verzeichnet                                                                                             |      |
| Wiesenstraße (Lage)                 | Sunstedt              | 67 m          | |      |
| Wiesenweg (Lage)                    | Rottorf               | 363 m         | |      |
| Wilhelm-Bode-Straße (Lage)          | Kernstadt             | 288 m         | Haupt- und Realschule Königslutter, Sporthalle, Lutterwelle, Tennisanlage TSG Königslutter                                            |      |
| Wilhelm-Raabe-Straße (Lage)         | Kernstadt             | 191 m         | |      |
| Wilhelm-Schwieger-Straße (Lage)     | Kernstadt             | 347 m         | |      |
| Wilhelmstraße (Lage)                | Boimstorf             | 299 m         | |      |
| Windmühlenweg (Lage)                | Uhry                  | 111 m         | |      |
| Winkelstraße (Lage)                 | Ochsendorf            | 274 m         | |      |
| Wolfsburger Straße (Lage)           | Kernstadt             | 2876 m        | Sportplatz, Freiwillige Feuerwehr Königslutter am Elm                                                                                 |      |
| Zeisigweg (Lage)                    | Kernstadt             | 95 m          | |      |
| Zimmerstraße (Lage)                 | Boimstorf             | 124 m         | |      |
| Zu den Weiden (Lage)                | Uhry                  | 116 m         | |      |
| Zuckerweg (Lage)                    | Kernstadt             | 113 m         | |      |
| Zum Heeg (Lage)                     | Scheppau              | 419 m         | |      |
| Zum Osterberg (Lage)                | Rieseberg             | 165 m         | |      |
| Zum Rieseberg (Lage)                | Scheppau              | 495 m         | |      |
| Zum Schuntertal (Lage)              | Glentorf              | 458 m         | Alte Wassermühle |      |
| Zur Feldscheune (Lage)              | Rotenkamp             | 57 m          | |      |